# Kumeyaay Land
Kumeyaay Land es una película híbrida documental mexicano de 2023 dirigida por Dylan Riis Verrechia. La película es una exploración creativa de la resistencia de los Kumiai ante la invasión capitalista para conservar su cultura, tierra y agua.
La película tuvo su estreno internacional en 2024 al Festival de Cine del Valle de Guadalupe. Ganó el premio por Mejor documental a la Red Nation Film Festival, y la mención por Mejor documental mexicano al Shorts México, nominada en 2025 al Festival de Cine Latino de San Diego, al Festival de Aarhus, y a Ambulante gira de documentales.

## Sinopsis
Viviendo en su hogar ancestral de Baja California, México, la comunidad Kumiai de San José de la Zorra está resistiendo la invasión para mantener su cultura, su tierra y su agua. "Kumeyaay Land" es una obra comisionada por los líderes de la comunidad.

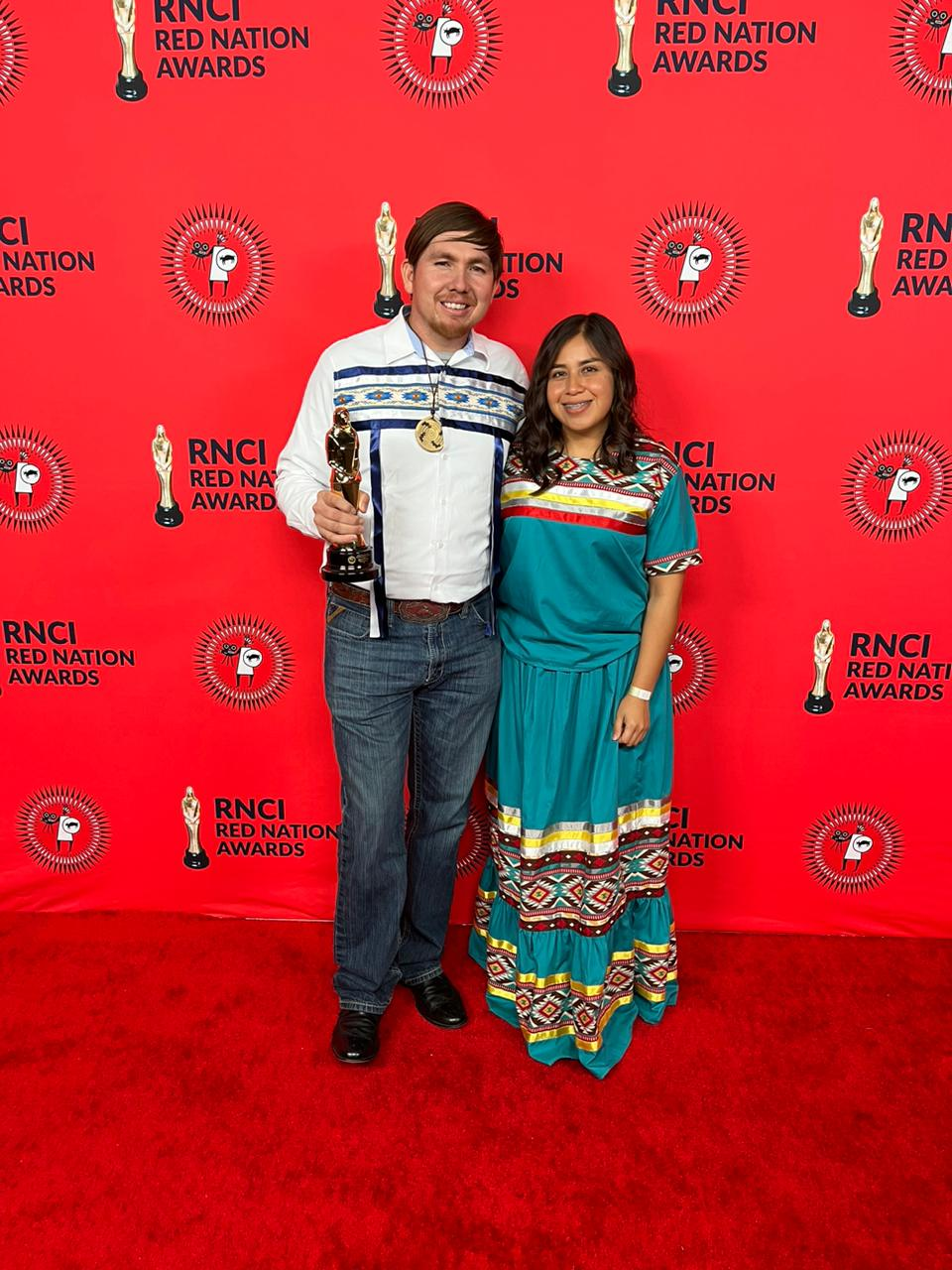